# 세다니
세다니(이탈리아어: sedani, 단수: sedano 세다노[*])는 이탈리아의 파스타이다.

## 요리
- 포르치니 버섯으로 맛을 내 세다니니 : 이탈리아 북부 지방의 파스타. 맛을 내는 포르치니 버섯은 이탈리아 북부 산악지역에서 많이 생산되는 버섯으로 해발 800 m 이상의 밤나무가 많은 곳에서 자라는데 자라는 곳이 제한적이기 때문에 생산량이 많지 않아 상당히 고가의 재료이다.[1]